# Michael Rummenigge
Michael Rummenigge (født 3. februar 1964) er en tidligere tysk fodboldspiller.

## Tysklands fodboldlandshold
| Tysklands landshold | Tysklands landshold | Tysklands landshold |
| År                  | Kmp                 | Mål                 |
| ------------------- | ------------------- | ------------------- |
| 1983                | 1                   | 0                   |
| 1984                | 0                   | 0                   |
| 1985                | 0                   | 0                   |
| 1986                | 1                   | 0                   |
| Total               | 2                   | 0                   |